# Antonin Bideau
Pour les articles homonymes, voir Bideau.
Antonin Gabriel Albert Bideau, né le 11 janvier 1890 à Angers et mort le 25 janvier 1953 dans le 7e arrondissement de Paris, est un poète, scénariste et réalisateur français.

## Filmographie

### Scénariste
- 1926 : La Femme nue, de Léonce Perret, d'après la pièce d'Henry Bataille (1908)[1]

### Assistant-réalisateur
- 1929 : L'Evadée / Le Secret de Délia, d'Henri Ménessier
- 1930 : Cendrillon de Paris, de Jean Hémard
- 1942 : Rue Bonaparte, court-métrage documentaire de René Ginet

### Réalisateur
- 1931 : Figuration, court-métrage (30 min) sur un scénario de Jacques Bousquet[2]
- 1932 : Un homme heureux, scénario dialogue et musique de Jacques Bousquet[3]
- 1932 : En douane, court-métrage avec Robert Le Vigan dans le rôle principal
- 1933 : Le Missel d'amour, d'après le roman d'Albéric Cahuet[4] (non réalisé)

## Publications
- Antonin Bideau, Poèmes, Édouard Sansot éditeur, Paris, 1920[5]
- Antonin Bideau et Henri Ménessier, Mémoires d'un aphone, 1928[6]